# 愤怒的小鸟掷骰子！
《愤怒的小鸟掷骰子！》是Rovio娛樂授權韓國開發商JOYCITY所開發的休閒棋類遊戲。該遊戲是融合《憤怒鳥》IP 與《Game of Dice》的一款大富翁遊戲。

## 玩法
本作是一款即時連線的大富翁遊戲，將《憤怒鳥》與大富翁遊戲玩法結合，玩家在遊戲過程中可體驗到《憤怒鳥玩電影》的世界觀，並妥善地部屬角色與技能卡，讓這款遊戲更有操作性，不是完全取決於運氣的抽卡遊戲。